# Latina (provins)
 For alternative betydninger, se Latina (flertydig). (Se også artikler, som begynder med Latina)
Latina er en provins i regionen Lazio i Italien. Provinsen, der har navn efter sin hovedby, grænser i nord op til provinsen Frosinone, mod nordvest til storbyområdet Rom (Città metropolitana di Roma Capitale), mod sydøst til Campanien (provinsen Caserta) og mod syd til det Tyrrhenske Hav.

## Kommuner
- Aprilia
- Bassiano
- Campodimele
- Castelforte
- Cisterna di Latina
- Cori
- Fondi
- Formia
- Gaète
- Itri
- Latina
- Lenola
- Maenza
- Minturno
- Monte San Biagio
- Norma
- Pontinia
- Ponza
- Priverno
- Prossedi
- Rocca Massima
- Roccagorga
- Roccasecca dei Volsci
- Sabaudia
- San Felice Circeo
- Santi Cosma e Damiano
- Sermoneta
- Sezze
- Sonnino
- Sperlonga
- Spigno Saturnia
- Terracina
- Ventotene

41°30′N 12°54′Ø / 41.5°N 12.9°Ø